# Центральноамериканські сухі ліси
Центральноамериканські сухі ліси (ідентифікатор WWF: NT0209) — неотропічний екорегіон тропічних та субтропічних сухих широколистяних лісів, розташований в Центральній Америці.

## Географія
Екорегіон тихоокеанських сухих лісів охоплює територію площею приблизно 68 000 км², що простягається суцільною смугою протяжністю 1200 км уздовж тихоокеанського узбережжя Центральної Америки, від мексиканського штату Чіапас через території Гватемали та Сальвадору до озера Нікарагуа на кордоні Нікарагуа і Коста-Рики та до узбережжя затоки Нікоя на північному заході Коста-Рики. Крім того, він включає численні посушливі міжгірські долини Центральноамериканських Кордильєр, розташовані в Гондурасі, Сальвадорі та Гватемалі. Більша частина екорегіону лежить на висоті до 800 м над рівнем моря, однак на деяких гірських схилах біля тихоокеанського узбережжя сухі ліси зустрічаються на висоті до 2000 м над рівнем моря. 
В горах на сході сухі ліси екорегіону переходять у вологі ліси Сьєрра-Мадре-де-Чіапасу та у центральноамериканські сосново-дубові ліси, а в горах на півдні та на південному сході — у сезонні вологі ліси Коста-Рики. На тихоокеанському узбережжі Центральної Америки поширені мангрові ліси, які є частиною екорегіонів мангрів Теуантепеку та Ель-Манчону, північних мангрів посушливого тихоокеанського узбережжя, південних мангрів посушливого тихоокеанського узбережжя та мангрів затоки Фонсека.

## Клімат
В межах екорегіону переважає тропічний саванний клімат (Aw за класифікацією кліматів Кеппена). Середньорічна кількість опадів в регіоні коливається від 1000 до 2000 мм. Їх розподіл демонструє яскраво виражену сезонність: більшість опадів, як правило, випадають під час двох сезонів дощів, один з яких є довшим за інший. Сухий сезон триває від 5 до 8 місяців.
Гори Центральноамериканських Кордильєр переважно простягаються з північного заходу на південний схід, а панівні вітри в Центральній Америці зазвичай дмуть з північного сходу або сходу на південний захід або південь. Внаслідок цього більша частина тихоокеанського узбережжя Центральної Америки та багато внутрішніх долин опиняються у дощовій тіні і є загалом більш посушливими, ніж карибське узбережжя та східні схили гір.

## Флора
Основними рослинними угрупованнями є невисокі напівлистяні ліси. Щодо їх структури та видового складу існують деякі варіації, однак зазвичай лісовий намет в них розташований на висоті 30 м над землею, а в підліску переважають невисокі колючі дерева, великі кущі, здерев'янілі ліани та епіфіти. Основу сухих лісів регіону складають представники родини Бобові (Fabaceae), які часто пов'язані з азотфіксуючими бактеріями та різними видами мурах. Ці дерева характеризуються тонким складним листям, яке опадає під час тривалого сухого сезону. У нижньому ярусі зустрічається більше вічнозелених дерев та чагарників, багато з яких належать до родини Маренові (Rubiaceae). Загалом флора екорегіону характеризується високим різноманіттям завдяки поєднанню північноамериканських та південноамериканських елементів. Щонайменше 50 видів рослин є ендеміками регіону.
Серед дерев, що домінують в лісах на півдні екорегіону, слід відзначити червону сейбу (Pachira quinata), білосніжний калофіллум (Calycophyllum candidissimum), гостролисту казеарію (Casearia arguta), колючу хомелію (Chomelia spinosa), зігнутолистий кротон (Croton reflexifolius), дерево гуанакасте (Enterolobium cyclocarpum), саламенську євгенію (Eugenia salamensis), гаванський еритроксилум (Erythroxylum havanense), вест-індійський в'яз (Guazuma ulmifolia), колючу жакінію (Jacquinia pungens), вохристу табебую (Tabebuia ochracea), рожеву табебую (Tabebuia rosea), десятитичинкову перікілью (Thouinidium decandrum), американську тріхілію (Trichilia americana) та щетинковий зантоксилум (Zanthoxylum setulosum). Серед інших дерев, поширених на тихоокеанському узбережжі Центральної Америки, слід також відзначити кубинську кордію (Cordia gerascanthus), дрібноцвіту кристобалію (Platymiscium parviflorum), пірчасту кристобалію (Platymiscium pinnatum), темпіскове дерево (Sideroxylon capiri), тихоокеанську каобу (Swietenia humilis), гондураське червоне дерево (Swietenia macrophylla), священне гуаякове дерево (Guaiacum sanctum), притуплену дальбергію (Dalbergia retusa), запашне амаргосо (Astronium graveolens), кущове церціпо (Myrospermum frutescens), мексиканське бразілетто (Haematoxylum brasiletto), розлоге кебрачо (Lysiloma divaricatum), духмяну кедрелу (Cedrela odorata) та бавовняне дерево (Ceiba pentandra).

## Фауна
Фауна екорегіону характеризується великим різноманіттям. Серед великих ссавців, поширених в екорегіоні, слід відзначити білохвостого оленя (Odocoileus virginianus), ошийникового пекарі (Dicotyles tajacu), центральноамериканського тапіра (Tapirus bairdii), центральноамериканську коату (Ateles geoffroyi) та колумбійського ревуна (Alouatta palliata), а також найбільших хижаків Центральної Америки — ягуарів (Panthera onca) та пум (Puma concolor). Серед інших хижих ссавців, поширених у лісах регіону, слід відзначити койота (Canis latrans), сіру лисицю (Urocyon cinereoargenteus), оцелота (Leopardus pardalis), маргая (Leopardus wiedii), ягуарунді (Herpailurus yagouaroundi), білоносу носуху (Nasua narica), тайру (Eira barbara), довгохвостого скунса (Mephitis macroura) та звичайного ракуна (Procyon lotor). 
Також у сухих лісах на заході Центральної Америки поширені численні дрібні ссавці, зокрема панамські капуцини (Cebus imitator), флоридські кролики (Sylvilagus floridanus), центральноамериканські агуті (Dasyprocta punctata), пістряві вивірки (Sciurus variegatoides), південні бавовняні хом'яки (Sigmodon hirsutus), мексиканські коенду (Coendou mexicanus), південні опосуми (Didelphis marsupialis), дев'ятипоясні броненосці (Dasypus novemcinctus), північні тамандуа (Tamandua mexicana), сірі короткохвості кажани (Carollia subrufa), ямайські плодоїди (Artibeus jamaicensis) та звичайні вампіри (Desmodus rotundus). Ендеміками екорегіону є оленячі миші Стіртона (Peromyscus stirtoni), гондураські плодоїди (Artibeus inopinatus) та жовті кажани Дженовея (Rhogeessa genowaysi), а майже ендемічними його представниками — колючі торбомиші Селвіна (Heteromys salvini), голохвості оленячі миші (Peromyscus gymnotis) та жовті кажани Бікхема (Rhogeessa bickhami).
Серед поширених в регіоні птахів слід відзначити чагарникового татаупу (Crypturellus cinnamomeus), чубату пенелопу (Penelope purpurascens), жовтодзьобого голуба (Patagioenas flavirostris), велику піаю (Piaya cayana), руду таязуру (Morococcyx erythropygus), рудощокого пораке (Nyctidromus albicollis), червонодзьобого колібрі-смарагда (Cynanthus canivetii), біловусого колібрі-ангела (Heliomaster constantii), руду амазилію (Amazilia rutila), американського лежня (Burhinus bistriatus), великодзьобого канюка (Rupornis magnirostris), мексиканського канюка (Buteo plagiatus), гачкодзьобого шуляка (Chondrohierax uncinatus), шуліку-крихітку (Gampsonyx swainsonii), рудого сичика-горобця (Glaucidium brasilianum), ошатноперого трогона (Trogon elegans), плямистоволого аракарі (Pteroglossus torquatus), світлодзьобого дятла-кардинала (Campephilus guatemalensis), смугастобоку жовну (Dryocopus lineatus), білолобого амазона (Amazona albifrons), мексиканського аратингу (Eupsittula canicularis), буроплечого тіріку (Brotogeris jugularis), строкатоголового дереволаза (Lepidocolaptes souleyetii), тропічного тирана (Tyrannus melancholicus), світлогорлого копетона (Myiarchus nuttingi), червоноголового бієнтевіо (Myiozetetes similis), велику пітангу (Pitangus sulphuratus), золотогузого атілу (Attila spadiceus), білочеревого віреона (Vireo flavoviridis), білочеревого віреончика (Pachysylvia decurtata), білогорлу сойку (Cyanocorax formosus), білощоку комароловку (Polioptila albiloris), рудоспинного різжака (Campylorhynchus capistratus), садового поплітника (Cantorchilus modestus), коста-риканського поплітника (Thryophilus pleurostictus), іржастого поплітника (Thryophilus rufalbus), бронзового дрозда (Turdus grayi), вогнистоголового трупіала (Icterus pustulatus), чорноволого трупіала (Icterus gularis), плямистоволого трупіала (Icterus pectoralis), сіроголового жовтогорлика (Geothlypis poliocephala), кармінову габію (Habia rubica), мексиканського кокоа (Xiphorhynchus flavigaster), маскову бекарду (Tityra semifasciata), чагарникову гутураму (Euphonia affinis), широкобрового чінголо (Peucaea ruficauda), бурогузого зернолуска (Saltator grandis) та якарину (Volatinia jacarina).
Ендеміками екорегіону є білочереві чачалаки (Ortalis leucogastra), гондураські аріани (Amazilia luciae) та великі різжаки (Campylorhynchus chiapensis), а майже ендемічними його представниками — білогорлі перепелиці (Colinus leucopogon), нікарагуанські амазилії-берили (Saucerottia hoffmanni), синьохвості амазилії-берили (Saucerottia cyanura), мангрові сплюшки (Megascops cooperi), нікарагуанські гіли (Melanerpes hoffmannii), золотошиї амазони (Amazona auropalliata), гватемальські аратинги (Psittacara strenuus), північні манакіни-червононоги (Chiroxiphia linearis), нікарагуанські гракли (Quiscalus nicaraguensis) та рудощокі чіапи (Melozone biarcuata).

## Збереження
Оцінка 2017 року показала, що 6459 км², або 10 % екорегіону, є заповідними територіями. Природоохоронні території включають: Біосферний заповідник Ла-Енкрусіхада в Мексиці, Національний парк Сіпакате-Наранхо в Гватемалі, Національний парк Сан-Дієго і Сан-Феліпе-де-лас-Баррас та Національний парк Ель-Імпосібле в Сальвадорі, Національний парк Сьєрра-де-Агальта, Національний парк Серро-Асуль-Меамбар, Національний парк Ла-Тігра, {{нп|Національний парк Монтанья-де-Ботадерос, Національний парк Монтанья-де-Комаягуа, Національний парк Піко-Боніто, Національний парк Піко-Піхоль та Національний парк Монтанья-Санта-Барбара в Гондурасі, а також Національний парк Барра-Хонда, Національний парк Карара, Національний парк Гуанакасте та Національний морський парк Лас-Баулас в Коста-Риці